# 多米尼克·波爾
多米尼克·波爾（英語：Dominic Ball；1995年8月2日—）是一位英格蘭足球運動員。在場上司職後衛。現效力於英甲球隊莱顿东方。

## 外部連結
- Tottenham Hotspur official profile
- 足球数据库：多米尼克·波爾的球员统计数据
- Soccerway資料庫：多米尼克·波爾
- 多米尼克·波爾－UEFA國際賽競賽紀錄